# Barbonymus schwanefeldii
Barbonymus schwanenfeldii (Bleeker, 1854) è un pesce di acqua dolce appartenente alla famiglia Cyprinidae.

## Distribuzione e habitat
Proviene dai ruscelli di Borneo, Sumatra e Malaysia.

## Descrizione
Il corpo, compresso lateralmente e alto, ha una forma simile a un rombo. La colorazione è grigia, le pinne sono rosse e non molto ampie. La pinna caudale è biforcuta. Misura fino a 35 cm, ma di solito non supera i 20.

## Biologia

### Riproduzione
È oviparo e la fecondazione è esterna. Non ci sono cure nei confronti delle uova.

### Alimentazione
È onnivoro, ma nonostante si nutra anche di pesci più piccoli la sua dieta è composta soprattutto da piante acquatiche.

## Acquariofilia
Pesce allevato e riprodotto in acquario.